# Juan Gutiérrez Altamirano
Don Juan Gutiérrez Altamirano (Paradinas, Salamanca, 1490 - ??); primo, consejero y albacea de Hernán Cortés, fue un encomendero durante los inicios de la Colonia de la Nueva España a quien se le atribuye la fundación de la primera ganadería de América Latina en lo que en ese tiempo era la jurisdicción de Calimaya, Metepec y Tepemayalco; territorio localizado en el actual Estado de México.

## Orígenes
Nacido en el año de 1490 en Paradinas (Salamanca); fue hijo de Don Hernán Gutiérrez Altamirano y Doña Teresa Carrillo.
En el año de 1530 en la Ciudad de México, Juan Gutiérrez Altamirano se casó con Doña Juana Altamirano, quien aunque por parte de su madre, resultaba ser también prima del conquistador Hernán Cortés. Este último, le dio un dote semejante a una pequeña fortuna en oro y que unida a las pertenencias de Gutíerrez Altamirano, les dio el capital necesario para iniciar su empresa agrícola-ganadera, misma que se convertiría en la primera de América Latina.

## Vida política

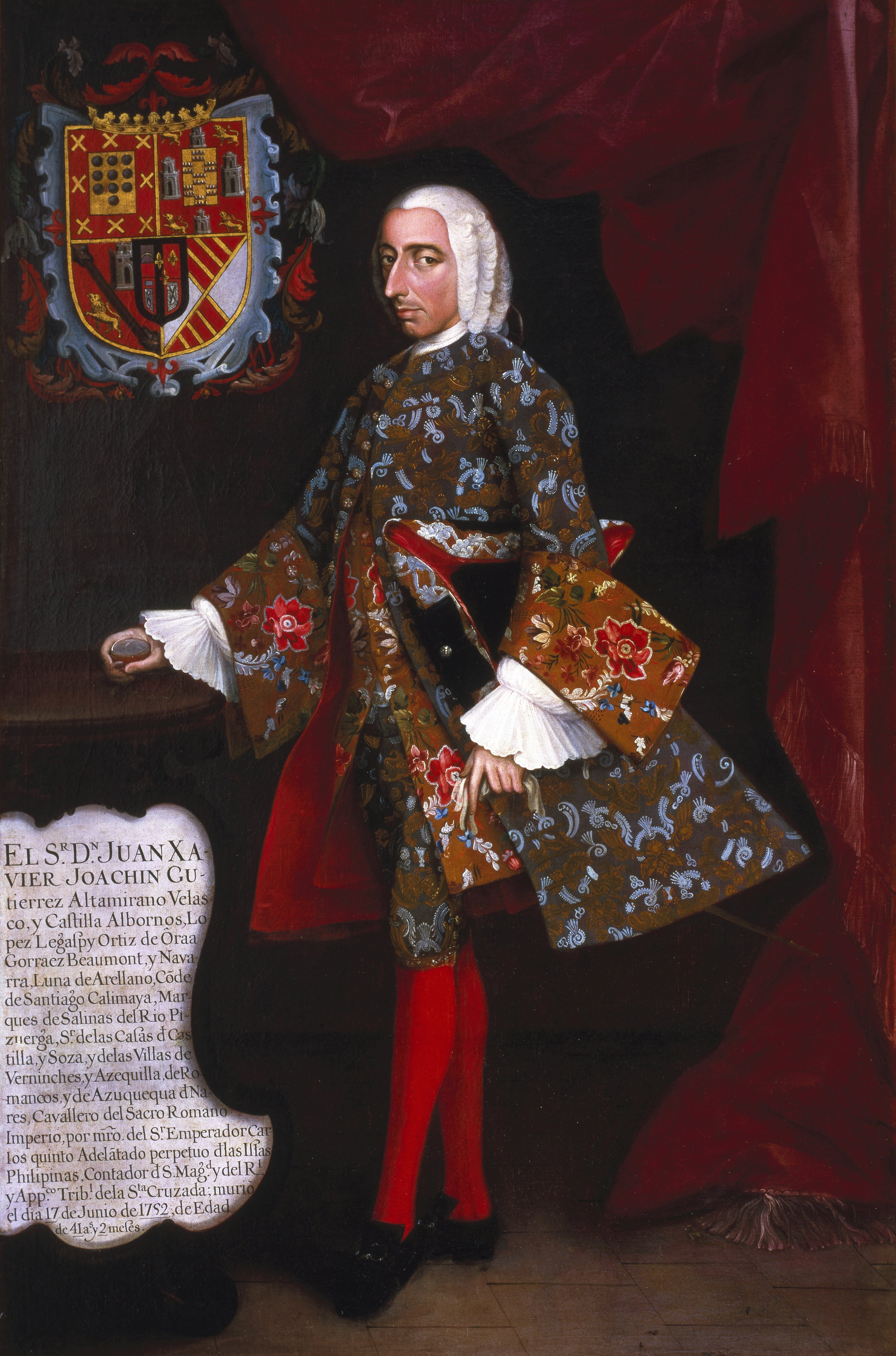
Don Juan Xavier Joachín Gutiérrez Altamirano Velasco, VII conde de Santiago de Calimaya, descendiente de Don Juan Gutiérrez Altamirano, ca. 1752.

Ocupó el cargo de Gobernador de Cuba desde el año de 1524 hasta 1527 cuando llegó a Nueva España. Al llegar, Cortés lo nombró corregidor de Texcoco, que después de la Ciudad de México, era la ciudad más importante de Nueva España; así mismo, recibió en encomienda los pueblos de Metepec, Tepemayalco y Calimaya, entre otros localizados en el Valle de Toluca. El tributo de dichos pueblos era reclamado por Cortés pero alrededor de 1527 fue asignado a Altamirano. De 1528 a 1530 fue nombrado Mayordomo de Cortés, es decir, jefe principal de Palacio y en 1529 fungió como representante de Cortés en acciones de la primera Audiencia. Más tarde desempeñó el cargo de corregidor y gobernador del Marquesado de Toluca de 1534 a 1536 y una segunda vez, de 1539 a 1549.

## Disputa por la posesión de sus propiedades en el Valle de Toluca
Como acostumbraban los encomenderos de la Nueva España, Gutiérrez Altamirano tenía su residencia en la Ciudad de México pero en sus posesiones se dedicaba a la agricultura, a la ganadería y al cobro de tributo. Siempre fue muy cercano a Hernán Cortés y no solamente debido a los lazos familiares, también porque Cortés se rodeó de gente que le fuera fiel y lo apoyara; un caso lo podemos ver cuando Cortés convirtió el Valle de Toluca en una comarca personal, donde además de estar la mayoría de las propiedades de dicho conquistador, también se encontraban las de sus más allegados, Altamirano siendo uno de ellos.
A pesar de que las propiedades del Valle de Toluca fueron nuevamente ratificadas a nombre de Altamirano en 1528, no pudo hacer válida su posesión debido a problemas con la primera Audiencia. Se le llevó a juicio y sus propiedades fueron confiscadas. Más tarde en 1531, ya esclarecido el juicio, se le devolvieron sus propiedades y la segunda Audiencia llevándolo de nuevo a juicio lo declaró inocente. Estos ataques no eran dirigidos directamente a Altamirano sino que se llevaron a cabo en contra de los allegados de Cortés para tratar de eliminar su influencia y evitar una organización territorial que pudiera incluso superar el poder de la Corona. Fue hasta el 17 de julio de 1536 cuando se le dio la posesión de su encomienda a Juan Gutiérrez Altamirano a través del alguacil Ruy López Villalobos y solamente le fue otorgada debido a que el 30 de mayo de ese mismo año, Cortés declaró que las propiedades de Calimaya, Tepemayalco y Metepec eran propiedad de su primo gracias a que él mismo había autorizado su traspaso.
En 1558, conforme a la ley, Juan Gutiérrez Altamirano formó un mayorazgo, acabando con las disputa por territorio y dejando claro que la posesión de sus propiedades pasaría al heredero varón legítimo. Su sucesor fue Hernán Gutiérrez Altamirano y de él en adelante se les llamó condes, aunque el título se les concedió oficialmente hasta el año de 1616, dando origen al Condado de Santiago de Calimaya.

## Ganadería de Atenco

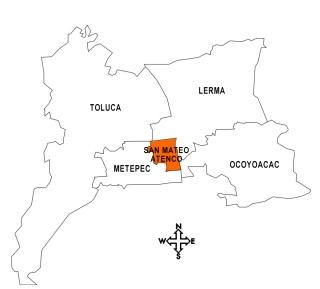
Ubicación actual de San Mateo Atenco.

Fue a partir de los pueblos de Calimaya, Metepec y Tepemayalco, entre otros, que Don Juan Gutiérrez Altamirano, fundó la gran hacienda y ganadería de Atenco en el año de 1552, ganadería que además de ser la primera de América Latina, actualmente tiene el título de ser la ganadería de toros de lidia más antigua que aún existe.
La tradición taurina no se quedó en España y de esto se encargaron personas como el Virrey Luis de Velasco, quien por su orden se dice que se mandó a traer una docena de toros y vacas bravos desde  Navarra (España). Sin embargo, no fueron traídos para iniciar la producción de ganado en Nueva España sino con la única finalidad de celebrar los grandes festejos que los virreyes llevaban a cabo. Así fueron los inicios de lo que sería una de las ganaderías madres de toros de lidia en México.